# Ludwig Zottmayr

Uraufführung Tristan und Isolde

Ludwig Zottmayr (* 31. März 1828 in Amberg; † 16. Oktober 1899 in Weimar) war ein deutscher Opernsänger (Bariton).

## Leben
Nach dem Debüt 1855 in Nürnberg wirkte er von 1858 bis 1861 am Stadttheater Hamburg, von 1861 bis 1865 am Hoftheater Hannover und von 1865 bis 1880 an der Hofoper in München. Hier sang er am 10. Juni 1865 in der Uraufführung von Richard Wagners Oper Tristan und Isolde die Partie des Königs Marke. Gastauftritte hatte er auch an den Theatern von Graz und Riga und an den Hofopern von Berlin und Dresden. Nach seinem Abschied von der Bühne lebte er anfänglich in Hamburg, zuletzt im Marie-Seebach-Stift in Weimar.
Er war mit der Sängerin Euphrosyne Stanko-Zottmayr (* 28. Juni 1831 in Landshut; † 4. Oktober 1890 in Hamburg) verheiratet. 
Sein Bruder Max und Neffe Georg waren ebenfalls Opernsänger.